# Герб Новоалександровского городского округа
Герб Новоалександровского городского округа Ставропольского края Российской Федерации — опознавательно-правовой знак, составленный и употребляемый в соответствии с правилами геральдики, служащий одним из официальных символов муниципального образования.
Первоначально был утверждён 21 сентября 2007 года как герб Новоалександровского муниципального района и внесён в Государственный геральдический регистр РФ с присвоением регистрационного номера 3897.
24 июля 2018 года переутверждён как герб Новоалександровского городского округа.

## Описание и обоснование символики
Геральдическое описание герба округа гласит:

В червлёном поле щита золотой столб, обременённый обращённой вправо остриём вверх казачьей шашкой в столб в лазоревых ножнах с серебряными обоймами и рукоятью цвета поля щита, сопровождаемый по сторонам двумя золотыми снопами пшеницы о шести головок колоса в каждом.
— Решение Совета депутатов Новоалександровского городского округа Ставропольского края от 24 июля 2018 года № 16/247
Герб является «гласным» («говорящим»), поскольку изображённые в нём символы в полной мере отражают основополагающие исторические, природные, экономические и духовные составляющие зарождения, развития и современной жизни Новоалександровского городского округа, центром которого является город Новоалександровск (бывшее селение Александровское, позднее переименованное в станицу Новоалександровскую).
Червлёный цвет поля щита — цвет легендарного античного полководца Александра Македонского. Золотой столб и два снопа пшеницы того же цвета призваны символизировать то, что Новоалександровский городской округ — лидер по урожайности зерна на Ставрополье, а до вхождения в 1944 году в состав Ставропольского края Новоалександровский район административно относился к Краснодарскому краю, который считается «житницей России». Снопы пшеницы числом головок колоса 6+6 символизируют 12 территориальных отделов администрации округа, территории которых, до преобразования в Новоалександровский городской округ, являлись самостоятельными муниципальными образованиями в составе Новоалександровского муниципального района Ставропольского края. Это число также ассоциируется с двенадцатью учениками Христа, вера в которого служит фундаментом казачьей духовности.
Казачья шашка, вложенная в ножны, указывает на легендарное казачье прошлое, говорит о славных подвигах казаков, стоявших на Кубанской линии, олицетворяет возрождение казачества на современном этапе. Она также отвечает старинной казачьей поговорке: «Без нужды не вынимай, без славы не вкладывай». Красный цвет рукояти шашки — цвет Кубанского казачьего войска, в состав которого новоалександровские казаки входили в прошлом. Лазоревый цвет ножен символизирует Терское казачье войско, в состав которого они входят сегодня. Серебряный цвет обоймы ножен — цвет казачьего прибора.
Символизм тинктур:
- золото — символ просвещения, мужского начала, неподверженности порче, мудрости, стойкости, чести, богатства, света, озарения, гармонии, истины;
- серебро — символ целомудрия, чистоты, красноречия, девственности, женского начала, совершенства, благородства, взаимопонимания;
- червлень — зенит цвета, символ великомученичества, веры, воинственности, достоинства, мужества, силы, неустрашимости, упорства, великодушия, праздника, отваги;
- лазурь символизирует в православии цвет Богородичных праздников, истину, интеллект, откровение, мудрость, лояльность, верность, постоянство, непорочность, чистые побуждения, безупречную репутацию, широту души, благоразумие, благочестие, мир созерцание.

## История
1 сентября 2005 года по инициативе главы администрации Новоалександровского района Н. И. Герасимова было объявлено проведение конкурса среди учащихся общеобразовательных учреждений на лучшие проекты герба и флага муниципального образования. Конкурсные работы сначала демонстрировались на школьных выставках проектов, затем из их числа отбирались наиболее интересные эскизы и направлялись на районную выставку в Доме культуры города Новоалександровска. Несмотря на то, что инициатива районной администрации в итоге не принесла ожидаемых результатов, проведение конкурса способствовало популяризации местной символики среди молодёжи и продемонстрировало «не только уровень геральдической культуры учителей и школьников, но и понимание особенностей своей малой родины».

Вариант герба с червлёными обоймами ножен шашки (рисунок из книги Н. А. Охонько «Символы малой родины»)

В начале 2007 года работа по созданию районной символики была возобновлена. Активное участие в ней приняли глава местной администрации С. Ф. Сагалаев и глава района С. Г. Нешев при содействии краевой геральдической комиссии и художника С. Е. Майорова, который разработал герб следующего содержания:

В червлёном поле золотой столб, обременённый казачьей шашкой с червлёной рукоятью в лазоревых, отделанных червленью, ножнах, положенной рукоятью вниз и лезвием вправо, сопровождаемый по сторонам двумя золотистыми пшеничными снопами, о шести головок колоса каждый.
— Охонько Н. А. Символы малой родины
29 августа 2007 года, после обсуждения проекта символики у депутатов районного совета и в аппарате администрации, Майоров представил исполненные им эскизы герба и флага Новоалександровского района членам краевой геральдической комиссии. Комиссия одобрила предложенную символику и рекомендовала направить её в Геральдический совет при Президенте РФ для рассмотрения и регистрации.
8 сентября 2007 года одноцветное изображение ещё не утверждённого на тот момент герба впервые опубликовала районная газета «Знамя труда» (цветная версия герба была обнародована позже, в октябрьском номере газеты, посвящённом празднованию Дня Новоалександровского района).
21 сентября 2007 года положения о гербе и флаге Новоалександровского муниципального района, в соответствии с уставом района и в целях установления его официальной символики, были утверждены на внеочередном заседании районного совета. Согласно тексту положения о гербе, геральдическое описание последнего гласило:

В червлёном поле щита золотой столб, обременённый обращённой вправо остриём вверх казачьей шашкой в столб в лазоревых ножнах с серебряными обоймами и рукоятью цвета поля щита, сопровождаемый по сторонам двумя золотыми снопами пшеницы о шести головок колоса в каждом.
— Решение Совета Новоалександровского муниципального района Ставропольского края от 21 сентября 2007 года № 28/15
Герб Новоалександровского муниципального района мог воспроизводиться в двух версиях — без короны и со статусной «территориальной» короной.
13 октября 2007 года, в рамках празднования 83-летия со дня образования Новоалександровского района, состоялась официальная презентация герба муниципального образования и созданного на его основе флага. 17 октября того же года газета «Знамя труда» в обзорной статье, описывавшей данное событие, разместила обоснование символики герба.
После прохождения экспертизы и утверждения в Геральдическом совете, герб и флаг Новоалександровского муниципального района внесли в Государственный геральдический регистр под номерами 3897 и 3898. Свидетельства о государственной регистрации символики были вручены главе района С. Г. Нешеву 27 марта 2008 года на заседании геральдической комиссии при губернаторе Ставропольского края.
Законом Ставропольского края от 14 апреля 2017 года № 34-кз, 1 мая 2017 года все муниципальные образования Новоалександровского муниципального района были преобразованы в Новоалександровский городской округ.
24 июля 2018 года совет депутатов округа решил: «Считать официальными символами Новоалександровского городского округа Ставропольского края герб и флаг Новоалександровского муниципального района Ставропольского края, утверждённые решением совета Новоалександровского муниципального района Ставропольского края от 21 сентября 2007 года № 28/25».